# Dapci
Dapci falu Horvátországban Belovár-Bilogora megyében. Közigazgatásilag Csázmához tartozik.

## Fekvése
Belovártól légvonalban 27, közúton 30 km-re délnyugatra, községközpontjától 6 km-re délnyugatra, a Csázmát Ivanić-Graddal összekötő 43-as számú főút mentén fekszik. 

## Története
A falu 1774-ben az első katonai felmérés térképén „Dorf Dabczi” néven szerepel. A Horvát határőrvidék részeként a Kőrösi ezredhez tartozott. Nagy Lajos 1829-ben kiadott geográfiai művében ugyancsak „Dabczi” néven 26 házzal, 151 katolikus vallású lakossal találjuk. 1809 és 1813 között francia uralom alatt állt. Plébániatemploma 1838-ban épült.
A katonai közigazgatás megszüntetése után Magyar Királyságon belül Horvátország része, Belovár-Kőrös vármegye Csázmai járásának része lett. A településnek 1857-ben 222, 1910-ben 307 lakosa volt. 1918-ban az új szerb-horvát-szlovén állam, majd később Jugoszlávia része lett. Plébániáját 1920-ban alapították, anyakönyveit is azóta vezetik. 1941-ben a németbarát Független Horvát Állam, majd a háború után a szocialista Jugoszláviához tartozott. A fiatalok elvándorlása miatt lakossága csökkent. 1991-től a független Horvátország része. A délszláv háború idején mindvégig horvát kézen maradt. 2011-ben 189 lakosa volt, akik főként mezőgazdaságból éltek.

## Lakossága
| Lakosság változása | Lakosság változása | Lakosság változása | Lakosság változása | Lakosság változása | Lakosság változása | Lakosság változása | Lakosság változása | Lakosság változása | Lakosság változása | Lakosság változása | Lakosság változása | Lakosság változása | Lakosság változása | Lakosság változása | Lakosság változása |
| ------------------ | ------------------ | ------------------ | ------------------ | ------------------ | ------------------ | ------------------ | ------------------ | ------------------ | ------------------ | ------------------ | ------------------ | ------------------ | ------------------ | ------------------ | ------------------ |
| 1857               | 1869               | 1880               | 1890               | 1900               | 1910               | 1921               | 1931               | 1948               | 1953               | 1961               | 1971               | 1981               | 1991               | 2001               | 2011               |
| 222                | 260                | 238                | 264                | 286                | 307                | 342                | 388                | 401                | 397                | 335                | 313                | 264                | 225                | 231                | 189                |

## Nevezetességei
Alexandriai Szent Katalin tiszteletére szentelt római katolikus plébániatemploma 1838-ban épült. Egyszerű, egyhajós épület, félköríves apszissal, az északi oldalon sekrestyével. Homlokzata felett magasodik a piramis alakú toronysisakkal fedett harangtorony. A templom előtt Szűz Mária és Páduai Szent Antal szobrait találjuk. Mögötte található a falu temetője.